# Ipomoea flavivillosa
Ipomoea flavivillosa är en vindeväxtart som beskrevs av Schulze-menz. Ipomoea flavivillosa ingår i släktet praktvindor, och familjen vindeväxter. Inga underarter finns listade i Catalogue of Life.